# Корявов, Дмитрий Павлович
Дмитрий Павлович Корявов (родился 15 декабря 1963 года, Москва) — российский кинорежиссёр, сценарист, продюсер, деятель российского телевидения.

## Биография
С отличием закончил Московский физико-технический институт (МФТИ) (факультет управления и прикладной математики ФУПМ) и аспирантуру МФТИ.
С 1982 года — стажёр, а с 1986 года — младший научный сотрудник Вычислительного Центра Академии Наук СССР. Занимался проблемами управления макропроцессами и математического моделирования, в том числе работал над проектом оценки глобальных климатических последствий ядерной войны «Ядерная зима». Один из авторов вариационного метода построения консервативных разностных схем.
С 1993 года работал на телевидении (телеканалы ТВ-6, РТР), один из основателей и руководитель программы «Дорожный патруль», телепродюсер.
В 1996—1999 гг. — директор телерадиокомплекса, заместитель председателя, первый заместитель Председателя Всероссийской государственной телевизионной и радиовещательной компании (ВГТРК — телеканалы РТР, Культура, радио России). Возглавлял Рабочую группу по созданию Всероссийского единого производственно-технологического комплекса ВГТРК на базе более 200 телекомпаний и предприятий связи.
В 1999—2004 гг. — первый заместитель Министра Российской Федерации по делам печати, телерадиовещания и средств массовых коммуникаций (МПТР). Возглавлял оперативный штаб по восстановлению вещания в городе Москве и Московской области после пожара на Останкинской телебашне в августе 2000 года, возглавлял Комиссию МПТР России по развитию цифрового телерадиовещания в РФ. Принимал участие в разработке ряда федеральных законов («О средствах массовой информации», «О связи»).
Занимался вопросами корпоративных внутриотраслевых отношений, разработкой схем и алгоритмов по реализации структурных проектов и их PR-поддержкой, в том числе участвовал в разработке, реализации и организационном сопровождении проектов реструктуризации активов крупных медиа-холдингов.
С 2005 года работает в кинопроизводстве. Сценарист, продюсер, режиссер.
С декабря 2009 года по май 2012 года — генеральный директор ОАО «Гостиничная компания». С 2013 года заместитель председателя Совета директоров Объединённой компании «Рамблер-Афиша-СУП».
В 2015—2018 гг. член Совета директоров телекоммуникационного холдинга ОАО «МТТ-Групп».
С 2016 года — режиссёр и сценарист кинокомпании «Русское».
С 2019 года — режиссёр и сценарист Кинокомпания «КОСМОС Студио». С 2020 года — режиссёр и сценарист кинокомпании "Look-film"

## Фильмография

### Режиссёр
- 2007 — Святое дело
- 2018 — Золотце
- 2018 — Большой артист
- 2019 — Абриколь
- 2020-2022 — Весьма непрост

### Сценарист
- 2007 — Святое дело
- 2011 — «Кедр» пронзает небо
- 2012 — Идент
- 2015 — Не прячь руки за спиной!
- 2017 — Лучше дома, чем в подворотне
- 2018 — Золотце
- 2018 — Большой артист
- 2019 — Бри-Брю-Бро
- 2019 — Абриколь
- 2020 — Идеально-тёмное небо
- 2020 — ПинкерТоня
- 2020-2022 — Весьма непрост

### Продюсер
- 2007 — Святое дело[4]
- 2011 — «Кедр» пронзает небо

### Актёр
- 2018 — Берёзка

## Награды
- Действительный государственный советник Российской Федерации 1 класса.
- Кандидат физико-математических наук.
- Почётный работник телевидения и радио РФ.
- Приз за тройной дебют (сценарий, режиссура, продюсирование) на VII Всероссийском фестивале комедийного фильма «Улыбнись, Россия!» (Астрахань, 8-16.10 2007).
- В 2012 г. Русским литературным клубом за цикл рассказов номинирован на Национальную литературную премию «Писатель года».